# Solo ante el Streaking
Solo ante el Streaking es una película española de 1975, dirigida por José Luis Sáenz de Heredia, con la ayuda de su hijo Ricardo Sáenz de Heredia Casado. El guion lo escribió el propio José Luis Sáenz de Heredia con José Luis Navarro. La cinta, de 90 minutos de duración, fue producida por la empresa Isla Films y cuenta con música compuesta por Juan Bracons y Manuel Cubedo. De la fotografía se encargó Manuel Rojas.
La película, una comedia, narra la historia de un profesor que se da de bruces con unos alumnos que lo reciben desnudos. Alfredo Landa, Lina Canalejas y Almudena Cotos desempeñan los papeles principales.

## Elenco
- Alfredo Landa: Ángel Perales
- Lina Canalejas: Luisa
- Almudena Cotos: Mónica Abascal
- Tomás Blanco: decano
- Roberto Camardiel: Somontes
- José María Escuer: Brevo
- Ricardo Merino: Santos
- José Orjas: Canet
- Adrián Ortega: profesor
- Antonio Medina Diezhandino: Gálvez
- Fernando Hilbeck: Pet
- Luis Rico
- Tito García: Pedro
- Judy Stephen: Sandra
- Salvador Orjas
- Francisco Ortuño
- Emiliano Redondo: Valentín
- Francisco Merino: comisario
- Blaki: policía
- Lali Romay: Gracia
- Fernando Sánchez Polack: Servando
- Luis Varela: Alfonso
- Rosa Valenty: Margarita